# Andrea Burattini
Andrea Burattini (Chiaravalle, 24 gennaio 1967) è un allenatore di pallavolo italiano.
Attualmente è l'allenatore dell'Alto Adige Volley Südtirol.

## Carriera
Burattini iniziò la sua carriera nel 1995, come 2º allenatore in Serie A2 dell'allora principale formazione della sua regione, la Pallavolo Falconara. Con la squadra bianco-verde conquistò la Coppa Italia di Serie A2 e la promozione in Serie A1.
Nel 2000 si cimentò per la prima volta come 1º allenatore di una squadra di Serie A2: la Pallavolo Loreto gli affidò la panchina per due stagioni. Dopo la parentesi in Serie B1 ad Ascoli Piceno tornò a Loreto, questa volta come allenatore delle Giovanili.
Nel 2004 venne scelto come allenatore delle Giovanili della Trentino Volley. Con Trento, però, visse la sua prima esperienza come 1º allenatore in una squadra di Serie A1. L'8 marzo 2005, infatti, Diego Mosna, il presidente della società, decise di esonerare Silvano Prandi, promuovendo Burattini sulla panchina della prima squadra. L'allenatore marchigiano guidò la squadra nella parte finale della stagione conquistando l'ultimo posto disponibile per i play off, dove venne eliminata solamente alla quinta gara dei quarti di finale.
Nei due anni successivi rimase nella prima squadra della Trentino Volley, come assistente di Radamés Lattari. Nel 2007 tornò a guidare autonomamente una squadra, a Santa Croce, ma la sua avventura terminò già in novembre. Da allora è tornato a Trento, dove guida le principali formazioni giovanili, l'under 20 e la formazione che disputa la Serie B2.

Nel capoluogo trentino è stato anche ingaggiato dalla televisione RTTR per commentare le partite casalinghe della Serie A1.
Nel 2013 viene chiamato ad guidare una nuova sfida, questa volta in terra altoatesina, per sviluppare e guidare il progetto Alto Adige Volley Südtirol, neonata società del presidente e imprenditore Bruno Mosca, che ha partecipato al campionato di Serie B2 con la denominazione AVS Mosca Bruno, classificandosi ottava e riportando una categoria nazionale nel settore maschile dieci anni dopo l'avventura del Südtirol Volley. Sempre con l'AVS ha conquistato il primo posto provinciale e secondo posto regionale in Under 19, partecipando poi alle finali nazionali di categoria a Chianciano Terme (SI). Oltre alla guida di AVS Mosca Bruno, Burattini è diventato responsabile del "Progetto Scuola" per la FIPAV Trentino-Alto Adige/Südtirol, nonché Direttore Tecnico della Rappresentativa Alto Adige/Südtirol.
Dal 2014 continua il suo rapporto con l'AVS Mosca Bruno, accettando la proposta della società di allenare la squadra nel campionato di B1 e tentare in pochi anni il passaggio alla serie cadetta. Nel 2017 ha allenato il Mosca Bruno in serie A2 maschile.Nel 2018 è assistente allenatore del Levski Sofia , nel 2020 e 2021 è assistente allenatore delle nazionali giovanili della Bulgaria, nel 2022 è assistente allenatore delle giovanili del Levski Sofia  e dal 2023 è allenatore delle giovanili delle nazionali della Bulgaria.

## Palmarès
- Coppa Italia di Serie A2: 1

1997-98
- Campionato italiano Under-20: 1

2010-11